# Каннский кинофестиваль 1951
4-й Каннский кинофестиваль 1951 года, проходивший с 3 по 20 апреля в Каннах, Франция. Начиная с 1951 года, фестиваль проводится ежегодно каждой весной. Единственный срыв случился в 1968 году, в связи с известными забастовками по всей Европе. Фестиваль был отменён, хотя до его окончания оставалось всего лишь пять дней. Участники остались без наград.

## Жюри
- Андре Моруа (председатель)
- Жорж Бидо
- Луи Шове
- А. де Рувр
- Гай Дессон
- Жак Ибер
- Габи Морле
- Джордж Рагус
- Рене-Жан
- Карло Рим
- Луис Тушаж
- Поль Виалар
- Александр Каменка
- Поль Вернера
- Поль Вейлл
- Марсель де Убш
- Марсель Ишак
- Фред Орен
- Жан Тевенот

## Фильмы конкурсной программы
- Всё о Еве, режиссёр Джозеф Лео Манкевич
- Барка «Изабель» прибывает сегодня вечером, режиссёр Карлос Хьюго Кристенсен и Луис Гильермо Вильегас Бланко
- Блестящая победа, режиссёр Марк Робсон
- Версия Браунинга, режиссёр Энтони Эсквит
- Мошенник, режиссёр Адольфо Чели
- Запрещенный Христос, режиссёр Курцио Малапарте
- Танец огня, режиссёр Дэниел Тинайр
- Донна Дьябла, режиссёр Тито Дависон
- Эдуард и Каролина, режиссёр Жак Беккер
- Падающая звезда, режиссёр Харальд Браун
- Островитяне, режиссёр Лукас Демаре
- Жюльетта, или Ключ к сновидениям, режиссёр Марсель Карне
- Кавалер Золотой Звезды, режиссёр Юлий Райзман
- Странный брак, режиссёр Мартон Келети
- Марихуана, режиссёр Леон Климовский
- Чудо в Милане, режиссёр Витторио Де Сика
- Зеркало Голландии, режиссёр Берт Ханстра
- Фрёкен Юлия, режиссёр Альф Шёберг
- Мусоргский, режиссёр Григорий Рошаль
- Неаполь, город миллионеров, режиссёр Эдуардо Де Филиппо
- Забытые, режиссёр Луис Бунюэль
- Освобождённый Китай, режиссёр Сергей Герасимов
- Западня, режиссёр Мартин Фрич
- Дорога надежды, режиссёр Пьетро Джерми
- Место под солнцем, режиссёр Джордж Стивенс
- Робинзон варшавский, режиссёр Ежи Зажицкий
- Румбо, режиссёр Рамон Торрадо
- Грехи господина Дидлбока, режиссёр Престон Стёрджес
- Сказки Гофмана, режиссёры Майкл Пауэлл и Эмерик Прессбургер
- Последняя миссия, режиссёр Никос Цифорос
- Смертельные мечты, режиссёр Пауль Мартин
- Четверо в джипе, режиссёр Леопольд Линдтберг
- La Virgen gitana, режиссёр Рамон Торрадо
- Balarrasa, режиссёр Хосе Антонио Нивес Конде
- La honradez de la cerradura, режиссёр Луис Эскобар
- Identité judiciaire, режиссёр Эрве Бромбергер

## Награды
- Большой приз фестиваля:
  - Фрёкен Юлия, режиссёр Альф Шёберг
  - Чудо в Милане, режиссёр Витторио Де Сика
- Особый приз жюри: Всё о Еве, режиссёр Джозеф Лео Манкевич
- Серебряная премия за лучшую мужскую роль: Майкл Редгрейв — Версия Браунинга
- Серебряная премия за лучшую женскую роль: Бетт Дейвис — Всё о Еве
- Лучший режиссёр: Луис Бунюэль — Забытые
- Лучший сценарий: Теренс Рэттиган — Версия Браунинга
- Лучшая работа оператора: Хосе Мария Бельтран — Барка «Изабель» прибывает сегодня вечером
- Лучшая музыка: Жозеф Косма — Жюльетта, или Ключ к сновидениям
- Приз за лучший короткометражный фильм: Извержение вулкана Этна, режиссёр Доменико Паолелла